# سازند میشان
سازند میشان یسازندهای زمین‌شناسی ایران در زاگرس با سن بوردیگالین (میوسن پیشین) که در برش الگو (میدان نفتی گچساران) شامل ۷۱۰ متر مارن خاکستری و آهک‌های رسی سرشار از پوسته، صدف و سنگ‌واره است. نام آن از دهکده‌ای واقع در ۵۰ کیلومتری جنوب- جنوب شرقی گچساران گرفته شده‌است.